# Despina Pajanou
Despina Pajanou (griechisch Δέσποινα Παγιάνου; * 9. Dezember 1958 in Thessaloniki) ist eine griechische Schauspielerin. Im deutschsprachigen Raum ist sie vor allem bekannt durch ihre Rollen als Sabrina Nikolaidou in der RTL-Krimiserie Doppelter Einsatz und als Jutta Dannecker in der Serie Mit Leib und Seele.

## Leben und Wirken
Bereits vor Despina Pajanous Geburt lebten ihre griechischen Eltern in Stuttgart. Nur zum Zwecke der Geburt auf heimatlichem Boden reiste die Mutter nach Thessaloniki. Ihre Schauspielausbildung absolvierte Despina Pajanou von 1973 bis 1976 an der Otto-Falckenberg-Schule. In Heidelberg spielte sie in dem Stück Ein Mann wird jünger ihre erste Bühnenrolle. Mit einer Rolle in Die Fastnachtsbeichte debütierte sie 1976 im deutschen Fernsehen. Im Jahr 1981 spielte sie als Rosza in dem Fernseh-Mehrteiler Bekenntnisse des Hochstaplers Felix Krull.
In den Jahren 1980 bis 1983 spielte sie vor allem Theater, unter anderem im Fritz-Remond-Theater in Frankfurt am Main und im Theater der Stadt Bonn. Ihr Durchbruch kam im Jahr 1985 mit dem Fernseh-Zweiteiler Gambit, in dem sie eine Journalistin spielte. Despina Pajanou spielte in der folgenden Zeit in mehreren Tatort-Produktionen kleinere Rollen. Ferner war sie in mehreren Fernsehserien wie beispielsweise Der Fahnder, Auf Achse, Sonntag & Partner oder Ein Fall für zwei zu sehen.
Im Kino war Pajanou ebenfalls zu sehen, sie spielte unter anderem in dem Film Beim nächsten Mann wird alles anders mit. Sie spielte in weiteren Fernsehfilmen, beispielsweise Familienschande (1988), Miriams Mutter (1992) oder Virus X – Der Atem des Todes (1997), mit. 2014 verkörperte sie in zwei Folgen Anna, die Adoptivmutter von Alex Brandt in Alarm für Cobra 11 – Die Autobahnpolizei.
Von 1994 bis 2007 war sie in der Krimiserie Doppelter Einsatz als Kommissarin Sabrina Nikolaidou zu sehen.

## Filmografie (Auswahl)
- 1976: Lobster (Fernsehserie, Folge Zwei Fliegen)
- 1978: Hiob (Fernsehdreiteiler, 3 Folgen)
- 1980: Auf Achse (Fernsehserie, Folge: Die thessalische Nacht)
- 1982: Zwei verrückte Kinovögel (Arpa colla)
- 1982: Deutschland kann manchmal sehr schön sein
- 1982: Bekenntnisse des Hochstaplers Felix Krull (Fernsehfünfteiler, 5 Folgen)
- 1983: Zuckerhut
- 1983: Tatort: Mord ist kein Geschäft (Fernsehreihe)
- 1984: Tatort: Zweierlei Blut
- 1985: Die Krimistunde (Fernsehserie, Folge 13, Episode: „Der Ersatzmann“)
- 1985: Der Fehler des Piloten
- 1985: Gambit
- 1986: Auf Achse (Fernsehserie, Folge Agentenbluff)
- 1986: Mit meinen heißen Tränen (Fernsehdreiteiler, 3 Folgen)
- 1986: Lockwood Desert, Nevada
- 1986: Detektivbüro Roth (Fernsehserie, Folge  Detektiv mit Kleiderverpflichtung)
- 1987: Der Unsichtbare
- 1987: Anna (Fernsehserie, 5 Folgen)
- 1988: Familienschande
- 1988: Praxis Bülowbogen (Fernsehserie, 1 Folge)
- 1988: Tatort: Winterschach
- 1989: Beim nächsten Mann wird alles anders
- 1989–1990: Mit Leib und Seele (Fernsehserie, 19 Folgen)
- 1991: Tisch und Bett (Fernsehserie, 13 Folgen)
- 1992–2000: Ein Fall für zwei (Fernsehserie, verschiedene Rollen, 2 Folgen)
- 1993: Tatort: Bienzle und die schöne Lau
- 1994–2007: Doppelter Einsatz (Fernsehserie, 86 Folgen)
- 1997: Virus X – Der Atem des Todes
- 2002: S.O.S. Barracuda – Die Tränen der Kleopatra
- 2002: So schnell du kannst
- 2004–2013: SOKO München (Fernsehserie, verschiedene Rollen, 3 Folgen)
- 2009: Tatort: Tödliche Tarnung
- 2009: SOKO Kitzbühel (Fernsehserie, Folge Familienbande)
- 2009: SOKO Stuttgart (Fernsehserie, Folge Saat des Todes)
- 2010: Kommissar Stolberg (Fernsehserie, Folge Das Mädchen und sein Mörder)
- 2013: Großstadtrevier (Fernsehserie, Folge Arbeit jeder Art)
- 2013: Notruf Hafenkante (Fernsehserie, Folge Einmal Traumschiff)
- 2012–2013: Danni Lowinski (Fernsehserie, 2 Folgen)
- 2014: Alarm für Cobra 11 – Die Autobahnpolizei (Fernsehserie, 2 Folgen)
- 2014: Der Bulle und das Landei (Fernsehserie, Folge Von Mäusen, Miezen und Moneten)
- 2014: Die Hochzeit meiner Schwester
- 2016: Dimitrios Schulze
- 2016: Der Hund begraben
- 2017: WaPo Bodensee (Fernsehserie, Folge Ausgerudert)
- 2020: Alle Nadeln an der Tanne
- 2021: WaPo Bodensee (Fernsehserie, Folge Seitenstechen)
- 2023: Ein Sommer auf Kreta
- 2023: Pulled Pork
- 2024: Wilsberg: Blinde Flecken
- 2024: Marie fängt Feuer – Aufbruch ins Ungewisse